# Vilcabamba (distrito)
Distrito peruano de Vilcabamba é um dos 9 distritos da Província de La Convención, situada no Departamento de Cusco, pertenecente a Região Cusco, Peru

## Transporte
O distrito de Vilcabamba é servido pela seguinte rodovia:
- CU-100, que liga o distrito de Inkawasi à cidade de Santa Teresa[1][2][3]